# 陳志超 (香港政府官員)
陳志超，SBS（英文：CHAN Chi Chiu，1955年1月28日—），前任香港渠務署署長，曾經署任水務署署長。退休後曾出任香港工程師學會會長（2015/2016），現為西九文化區管理局董事局成員及建造業議會成員。

## 簡歷
- 1979年8月：加入香港政府任助理工程師。[4]
- 1994年11月：晉升為總工程師。
- 1999年7月：晉升為水務署助理署長（D2）。
- 2004年5月：晉升為水務署副署長（D3）。
- 2006年1月22日：高贊覺退休前休假，陳志強署任水務署署長一職（Acting D6）。
- 2008年3月3日: 法國進修歸港後，平調至土木工程拓展署，出任新界西及北拓展處處長（D3）。
- 2010年9月3日：接替劉家強出任渠務署署長（D5）。
- 2014年2月3日：開始退休前休假。[5]